# Соросівський професор
Соросівський професор — лауреат премії Фонду Сороса Міжнародної соросівської програми освіти у галузі точних наук (англ. International Soros Science Education Program , ISSEP). Лауреату щомісячно протягом одного року виплачувалася грошова премія.

## Загальний опис
Конкурс на грант та звання «Соросівський професор» проводився на підставі опитування студентів вузів та комп'ютерного аналізу таких показників, як публікації, наукове керівництво дослідними проєктами, виховання нових наукових кадрів, індекс цитування праць у світовій наковій періодиці, наукові нагороди та отримані гранти. Проєкт конкурсних умов та механізм проведення самих конкурсів був розроблений для Росії головою правління Програми професором В. Н. Сойфером та затверджений рішенням Правління у 1994 році, і був без змін прийнятий для України. У конкурсі могли брати участь викладачі, що задовольняють обов'язкових умов для участі в конкурсі, такі як наявність вченого звання професора або посади професора, читання самостійно (без замін іншими викладачами) повних курсів лекцій і / або ведення семінарів не менше, ніж 24 студентам вузів з дисциплін, що належать до сфери точних наук (фізика і астрономія, хімія, біологія, математика, науки про Землю), і загальним обсягом не менше 84 академічних годин в розрахунку на рік.
Крім конкурсів на звання «Соросівський професор» проводились також конкурси на звання «Соросівський студент», «Соросівський учитель», «Соросівський аспірант» та «Соросівський доцент».

## Історія
Американський мільярдер Джордж Сорос 15 лютого 1994 року заявив про створення Міжнародної Соросівської програми освіти в галузі точних наук (ISSEP), для виявлення та підтримки кращих вчителів, студентів, аспірантів, доцентів і професорів, активно працюють в галузі фізики, хімії, математики, біології та наук про Землю.
За допомогою цієї системи грантів Джордж Сорос намагався стимулювати[джерело?] російський, український, білоруський та грузинський уряди до відновлення фінансової допомоги працівникам наукової та освітньої сфери за часів перебудови. Ідея проєкту полягала в підтримці працівників розумової праці за допомогою виплати грантів, кошти на які спочатку виділялися цілком з Фонду Сороса, згодом залучаючи до цього процесу державне фінансування вищевказаних країн. Він вважав, що тільки таким чином можна було переконатися в тому, що ідеали Програми та механізми її роботи підтримуються суспільством тих країн, де Програма функціонує, і відображають інтереси цих держав.